# Jadranovo
Jadranovo är en ort i Kroatien.   Den ligger i staden Grad Crikvenica och länet Gorski kotar, i den centrala delen av landet, 120 km sydväst om huvudstaden Zagreb. Jadranovo ligger 59 meter över havet och antalet invånare är 1 154.
Terrängen runt Jadranovo är varierad. Havet är nära Jadranovo åt sydväst.  Närmaste större samhälle är Crikvenica, 8,3 km sydost om Jadranovo. 